# Ophiura lanceolata
Ophiura lanceolata är en ormstjärneart som beskrevs av Hubert Lyman Clark 1939. Ophiura lanceolata ingår i släktet Ophiura och familjen fransormstjärnor. Inga underarter finns listade i Catalogue of Life.